# Astérix : Le Domaine des dieux
Pour les articles homonymes, voir Astérix (homonymie).
Série Astérix en animation
Astérix et les Vikings
(2006) Astérix : Le Secret de la potion magique
(2018)
Pour plus de détails, voir Fiche technique et Distribution.
Astérix : Le Domaine des dieux est un film d'animation franco-belge réalisé par Alexandre Astier et Louis Clichy, sorti en 2014,.
Le film débute alors que Jules César a un nouveau plan pour soumettre le village d'irréductibles Gaulois : construire un quartier résidentiel romain, le Domaine des dieux, dans la forêt environnante. Son objectif est de séduire les villageois et de les forcer à se conformer au mode de vie de Rome. Si les méthodes habituelles des Gaulois fonctionnent dans un premier temps pour éloigner les Romains, Astérix va vite comprendre qu'il faut une stratégie moins violente pour faire échouer le plan de César.
Il s'agit du premier film d'animation d'Astérix en 3D et c'est l'adaptation de l'album Le Domaine des dieux.

## Synopsis
Dans le palais de César, à Rome, ce dernier a un nouveau plan pour dominer le dernier village gaulois à encore lui résister, en Armorique : bâtir des immeubles non loin du village, dans la forêt, afin de forcer les villageois à s’adapter à la civilisation romaine. Le chantier est confié à Anglaigus, un jeune architecte talentueux. Alors que César cherche un nom pour la future cité, le sénateur Prospectus propose comme nom « Le Domaine des dieux », ce qui évoque Rome sans vraiment l’être. César est d'accord avec ce nom.
Dans la forêt, Astérix, Obélix et Idéfix chassent ensemble le sanglier, quand Obélix trébuche sur une corde. Les deux Gaulois aperçoivent Anglaigus, qui commence à prendre des mesures pour le chantier. En taillant un arbre, l’architecte provoque la colère d’Idéfix, qui déteste qu'on touche aux arbres, et se fait mordre. Anglaigus remarque alors les deux gaulois et leur ordonne de quitter le chantier, qui est interdit au public, mais Obélix réplique avec une baffe. En retournant au village, Astérix et Obélix font part de leur découverte à leur chef Abraracourcix et au druide Panoramix, qui leur demande de surveiller ce chantier de près.
Dans le camp romain alentour d'Aquarium, Anglaigus se remet difficilement de la baffe qu'il s'est prise et se plaint au centurion Oursenplus que des Gaulois viennent gêner les plans de César. Cela n'étonne pas Oursenplus, qui l'avait prévenu que les Gaulois ne le laisseraient pas toucher à leur forêt et qu'il faut travailler de nuit. La nuit même, les Romains se rendent dans la forêt avec les esclaves pour arracher les arbres. Mais effrayés par la possibilité que des Gaulois les entendent, ils prennent vite peur et rentrent au camp, en laissant un arbre arraché.
Le lendemain, Astérix et Obélix tombent sur l'arbre en question, et Obélix le remet en place pour calmer Idéfix. La nuit tombée, Anglaigus est choqué de voir l'arbre arraché de nouveau à sa place. Il ordonne alors d'arracher plus d'arbres et de les ramener au camp pour être sûr que personne ne les replante. En voyant cela, Astérix s'inquiète, mais Panoramix a une idée pour y remédier : à l'aide de glands magiques qui font pousser les arbres à une vitesse prodigieuse, les Gaulois replantent tous les arbres que les Romains arrachent durant les jours qui suivent.
Parallèlement, à Rome, César apprend que non seulement les travaux n'avancent pas, mais que les gens n'ont pas envie d'aller habiter au Domaine des dieux, trop éloigné de Rome. Le sénateur Prospectus a alors l'idée de faire gagner un appartement à un citoyen Romain lors des combats de gladiateurs, aux arènes. Après un tirage au sort, l'heureux gagnant est Petiminus, avec sa femme Dulcia et leur fils Apeldjus. Peu motivé à se rendre en Armorique, Petiminus se laisse toutefois convaincre par Prospectus, qui le menace discrètement de lâcher les lions s'il n'accepte pas.
Voyant que leurs efforts sont futiles, Oursenplus demande à Anglaigus de stopper son chantier et de rentrer à Rome l'annoncer à César. Mais Anglaigus refuse catégoriquement et veut achever le chantier coûte que coûte, quitte à faire mourir les esclaves à la tâche. Inquiet pour ces derniers, Panoramix demande à Astérix et Obélix de se rendre au camp Romain afin de donner de la potion magique aux esclaves et leur permettre de fuir. Après avoir mis les légionnaires hors d'état de nuire, les deux Gaulois rencontrent Duplicatha, le chef des esclaves, et leur donnent la potion magique. Mais au lieu de fuir, les esclaves ont l'intention d'achever le chantier à condition qu'ils soient payés et traités comme de vrais citoyens Romains, ce que le centurion Oursenplus accepte malgré lui. Aidés de la potion magique, les esclaves finissent le premier bâtiment en un temps éclair.
En chassant, Astérix et Obélix découvrent le bâtiment. Ils retournent au village pour prévenir les autres, qui se préparent à tout détruire grâce à la potion magique. Mais en revenant vers le bâtiment, les Gaulois constatent avec effroi que des civils romains sont en train de s'installer et, ne pouvant se résoudre à leur taper dessus, rentrent au village. Peu de temps après, Anglaigus refuse de donner un appartement à Petiminus et sa famille sous prétexte qu'il n'a pas de dossier. Les trois Romains, ne sachant pas où aller, errent dans la forêt, et Apeldjus, en s'éloignant de ses parents, tombe sur Obélix et Idéfix.
Au village, les Gaulois se plaignent de l'arrivée des civils dans leur forêt, quand Obélix revient avec la famille romaine. Refusant de voir des civils romains au village, Abraracourcix s'apprête à les chasser quand sa femme Bonemine le convainc de les héberger, en l'occurence chez Obélix. Au même moment, Astérix pense avoir trouvé un moyen de se débarrasser des civils sans leur taper dessus.
Le soir même, Astérix, Obélix et Panoramix retournent au Domaine des dieux. Dans une tentative de faire partir les civils, Panoramix provoque une pluie torrentielle, mais les Romains sont au contraire ravis d'avoir un peu de fraîcheur. Les jours passent et la situation est loin de s'améliorer : les Romains ne sont pas décidés à partir malgré les stratégèmes d'Astérix, Obélix et Panoramix, tandis un second bâtiment est en train de se construire. De plus en plus de Romains viennent visiter le village gaulois. Petitminus et sa famille ont enfin réussi à avoir leur appartement.
Au village, c'est devenu la folie : tous les habitants du Domaine des dieux viennent pour acheter les bibelots et les poissons des villageois à des prix exorbitants. Alors qu'Astérix et Obélix veulent acheter du poisson à Ordralfabétix sous prétexte qu'il n'y a plus aucun sanglier dans la forêt à cause du Domaine des dieux, ils sont choqués par le prix proposé. Astérix, fou de rage, baffe Ordralfabétix et Cétautomatix avant de s'en aller.
Astérix a fait réunir tous les villageois dans la maison du chef pour leur faire comprendre à quel point ils sont devenus cupides. Panoramix leur rappelle qu'ils devaient faire partir les civils pour raser le Domaine des dieux. Mais les villageois refusent, bien contents de s'enrichir grâce aux Romains. Astérix, Obélix et Panoramix décident alors de déménager au Domaine des dieux, laissant les autres à l'abandon. Le barde Assurancetourix les suit, lassé que son talent soit incompris par les autres.
Les quatre Gaulois se rendent au Domaine des dieux et demandent un appartement à Anglaigus, qui refuse de donner un appartement à des Gaulois. C'est alors que le sénateur Prospectus, venu constater l'avancée des travaux du Domaine des dieux, convainc Anglaigus de le faire : en effet, s'ils en viennent à venir habiter au Domaine des dieux, cela signifie que le plan de César marche bien mieux que prévu. Cependant, Anglaigus, qui n'a plus de logement libre, fait expulser Petiminus et sa famille de leur appartement alors qu'ils viennent à peine de s'y installer. À Rome, César est en effet ravi d'apprendre que des Gaulois se sont installés au Domaine des dieux. Il donne alors l'ordre de donner un logement à chaque habitant du village gaulois.
Au Domaine des dieux, Astérix, Obélix et Panoramix mettent leur plan à exécution : forcer les habitants à partir grâce à la puissante et horrible voix d'Assurancetourix, pour l'occasion dopé à la potion magique. Le plan marche à merveille et tout le monde commence à partir. C'est alors qu'ils ont la surprise de voir arriver tous les habitants du village, qui ont décidé de s'installer dans le Domaine des dieux puisqu'ils ont tous droit à un logement gratuit. Les Romains décident également de rester. Dépités, Astérix, Obélix et Panoramix retournent à leur village, désormais désert. Ils y retrouvent Petiminus et sa famille, qui ne sachant pas où aller, sont revenus au village. Au Domaine des dieux, les Gaulois adoptent peu à peu le mode de vie des Romains, et deux nouveaux bâtiments sont construits.
Dans la forêt, Obélix cherche désespérément des sangliers, avec l'aide d’Apeldjus, mais s'épuise vite car il est affamé. Pendant qu'il se repose, Apeldjus décide de partir avec Idéfix chercher du sanglier. C'est alors qu'ils voient toute une armée romaine qui s'apprête à détruire le village gaulois, par ordre de César. Alors qu'Apeldjus court avec Idéfix prévenir les autres, il tombe sur Panoramix, qui a également épié les Romains et entendu leur plan. Mais Oursenplus les remarque et les fait enfermer dans une cage suspendue dans le hall d'entrée du Domaine des dieux. En guise d'appel à l'aide Apeldjus lance un de ses jouets par la fenêtre, qui tombe dans la rivière.
Dans la forêt, Petiminus et Dulcia cherchent Apeldjus et trouvent le jouet. Fous d'inquiétude, Astérix tente de les rassurer en leur rappelant qu'il est avec Obélix, quand ce dernier arrive justement pour leur dire qu'il a perdu l'enfant. Petiminus, Dulcia et Obélix partent à sa recherche, laissant Astérix seul au village. Mais Obélix, toujours affamé, s'effondre devant l'armée romaine, qui le capture et l'enferme dans le sous-sol du Domaine des dieux.
Le lendemain matin, au village, Astérix est réveillé par des tirs de catapulte et de flèches venant de l'armée romaine. Il s'apprête à boire de la potion magique, mais sa gourde a été percée par une flèche. Non loin de là, les villageois, sortis pour une excursion, voient avec horreur la légion romaine avancer vers le village pour le raser. Pendant ce temps, Astérix tente un coup de bluff en faisant croire qu'il a bu de la potion magique, et les Romains refusent d'attaquer. Perplexe, le centurion Oursenplus va voir Astérix, qui remarque les habitants du village non loin d'eux. Avec leur complicité, il parvient à faire croire au Romains qu'il a bu de la potion magique et que les autres en possèdent aussi. Astérix demande à Abraracourcix et aux autres de distraire les Romains pendant qu'il court sauver Panoramix, Obélix, Idéfix et Apeldjus.
Au Domaine des dieux, Astérix tombe sur Petiminus et Dulcia, qui sont persuadés que leur fils est enfermé à l'intérieur. Anglaigus appelle la garde pour les arrêter, mais Astérix et Petiminus les neutralisent. Ils parviennent à sortir Panoramix, Apeldjus et Idéfix de leur cage. Astérix veut chercher Obélix, mais Panoramix lui dit qu'il doit préparer de la potion magique et qu'il a besoin de l'aide de tout le monde.
Au village, les Romains décident finalement de fuir et se font poursuivre par les villageois alors qu'au Domaine des dieux, Panoramix prépare sa potion magique. Après une longue course-poursuite, les Romains se réfugient dans le Domaine des dieux et constatent que les Gaulois sont essoufflés, ce qui signifie qu'ils n'ont pas bu de potion magique comme ils leur ont fait croire. Ils passent alors à l'attaque quand César arrive au même moment, avec le sénateur Prospectus. Furieux en voyant tout ce bazar, il ordonne à Anglaigus de faire retirer toute la nourriture préparée spécialement pour lui en son honneur, prétendument parce qu'il n'est pas venu de Rome pour manger. Les Romains jettent donc toute la nourriture au sous-sol, là où se trouve Obélix, toujours endormi. César ordonne l'arrestation de tous les villageois, sous les yeux impuissants d'Astérix et des autres. Alors que la potion magique n'est pas prête, il décide d'en boire et d'aller aider ses compagnons. Mais le résultat est néfaste pour le guerrier gaulois, qui s'effondre devant César.
César ordonne à Astérix de se soumettre, mais ce dernier ne se laisse pas faire malgré son état. Alors que tout semble perdu, Obélix, rassasié et en colère, surgit et s'attaque aux Romains. Astérix veut aussi se battre, mais il s'évanouit. Touchés par sa détermination, tous les villageois décident se battre, même sans potion magique. Pendant ce temps, Obélix part à la rescousse de Panoramix et de Petiminus et sa famille, qui préparent toujours la potion. Une fois celle-ci terminée, Obélix distribue la potion à tout le monde, et les villageois peuvent enfin donner une bonne raclée aux Romains. Les Gaulois remportent la victoire. Astérix ordonne à César de partir en lui annonçant qu'il doit un logement de luxe aux habitants du Domaine des Dieux et conclut en lui rappelant qu'il y a toujours un village gaulois qui lui résiste. Dévasté, César s'avoue vaincu ("Veni, vidi" et pas "vici") et rentre à Rome, avec tous les civils romains. Après avoir bu une petite goutte de potion magique qu'on lui a autorisé à boire, Obélix détruit le Domaine des dieux.
Les Gaulois, rentrés au village, disent au revoir à Petiminus et sa famille. Obélix donne une figurine de menhir à Apeldjus, qui le remercie par un câlin. De retour à Rome, dans les arènes, où Prospectus, Anglaigus et Oursenplus sont désormais gladiateurs, Petiminus, pour donner une petite leçon à César, sort des graines magiques que Panoramix lui avait confiées avant son départ. Apeldjus en balance une dans la tribune de César, ce qui fait pousser un arbre, provoquant sa fureur.
Le film se termine par le traditionnel banquet du village gaulois, sur les ruines de ce qui fut autrefois le Domaine des dieux.

## Fiche technique
Sauf indication contraire, les informations mentionnées dans cette section peuvent être confirmées par les bases de données cinématographiques IMDb et Allociné,  présentes dans la section « Liens externes ».
- Titre : Astérix : Le Domaine des dieux
- Réalisation : Alexandre Astier et Louis Clichy
- Scénario : Alexandre Astier, Jean-Rémi François, Philip LaZebnik, d'après l'œuvre Le Domaine des dieux de René Goscinny et Albert Uderzo
- Direction artistique : Thierry Fournier
- Direction animation : Patrick Delage
- Son : Raphaël Seydoux
- Montage : Soline Guyonneau
- Musique : Philippe Rombi
- Production : Alexandre Astier et Louis Clichy
  - Production déléguée : Philippe Bony et Thomas Valentin
  - Production exécutive : Natalie Altmann et Média Valley
- Sociétés de production : M6 Studio, Belvision, Mikros Image Animation Paris, Dreamwall et Nozon[1]
- Société de distribution : SND
- Pays d'origine :  France,  Belgique[4]
- Langue originale : français
- Budget : 30 000 000 € (selon un article de Metronews)[5] ou 31 000 000 € (selon un site de box-office)[6], ou 37 000 000 € (selon un article du Journal du geek)[7]
- Format : couleur - 1,85:1 - son Dolby numérique
- Genre : animation 3D
- Durée : 85 minutes
- Dates de sortie :
  - France : 26 novembre 2014[2]
  - Québec : 20 février 2015

## Distribution

### Voix originales
- Roger Carel[3] : Astérix et Idéfix
- Lorànt Deutsch : Anglaigus
- Laurent Lafitte : Duplicatha
- Alexandre Astier : le centurion Oursenplus
- Alain Chabat : le sénateur Prospectus
- Élie Semoun : Cubitus
- Géraldine Nakache : Dulcia
- Artus de Penguern : Petiminus
- Lionnel Astier : Cétautomatix
- François Morel : Ordralfabétix
- Guillaume Briat : Obélix
- Florence Foresti : Bonemine
- Serge Papagalli : Abraracourcix
- Bernard Alane : Panoramix
- Laurent Morteau : Agecanonix
- Arnaud Léonard : Assurancetourix
- Joëlle Sevilla : Iélosubmarine et matrone #2
- Philippe Morier-Genoud : Jules César
- Christophe Bourseiller : sénateur Falérius
- Brice Fournier : sénateur Pesticius, citoyen #1 et brute romaine #2
- Olivier Saladin : sénateur Samus
- Florian Gazan[8] : Travaillerpluspourgagnerplus
- Sébastien Lalanne : Radius et le mosaïste
- Franck Pitiot : Humérus
- Damien Gillard : Médius, brute romaine #1 et un Romain #2
- Oscar Pauwels : Apeldjus
- Benjamin Gauthier : médecin, le guide et un Romain #1
- Pascal Demolon : gladiateur #1 (Goth)
- Baptiste Lecaplain : gladiateur #2 (Numide)
- Louis Clichy : romain benêt
- Virginia Anderson : romaine #1 et matrone #1
- Pauline Moingeon Vallès : romaine #2 et divers rôles
- Davy Mourier : un Romain
- Julien Meunier : voix additionnelles
- Martial Le Minoux : voix additionnelles
- Vincent Ropion : voix additionnelles
- Christian Peythieu : voix additionnelles
- Jérémy Bardeau : voix additionnelles
- François Raison : voix additionnelles
- Matthieu Albertini : voix additionnelles
- Hervé Grull : voix additionnelles
- Juan Llorca : voix additionnelles
- Antoine Lelandais : voix additionnelles
- Magali Rosemzweig : voix additionnelles
- Céline Melloul : voix additionnelles
- Marie-Madeleine Burguet : voix additionnelles
- Delphine Braillon : voix additionnelles
- Axelle Bossard : voix additionnelles
- Brigitte Guedj : voix additionnelles
- Brigitte Lecordier : voix additionnelles
- Aurélie Valat : voix additionnelles
- Jean-Claude Donda : voix additionnelles
- Lana Ropion : voix additionnelles
- Céline Ronté : voix additionnelles

version réalisée par Piste rouge.
Sources : Allodoublage, Planète Jeunesse, Doublanim’, RS Doublage, Allociné et sur le site officiel Astérix.com

## Production

### Développement
Le 15 octobre 2010, les Éditions Albert René annoncent la préparation d'un nouveau film d'animation en animation 3D prévu pour une sortie en 2014. Le 21 octobre 2010, Alexandre Astier révèle qu'il co-réalisera le film, participera à son scénario et que celui-ci sera inspiré de l'album Le Domaine des dieux.

### Choix de la distribution
La voix d'Astérix a été attribuée à Roger Carel. L'homme qui a prété sa voix dans tous les dessins animés d'Astérix depuis Astérix le Gaulois, le premier de la série sorti en 1967, a eu connaissance de ce nouveau projet et s'est présenté spontanément pour la voix. À 87 ans, Roger Carel annonce que c'est la dernière fois qu'il prête sa voix au personnage d'Astérix, car il a décidé de prendre sa retraite.
Lorànt Deutsch, Alexandre Astier, Alain Chabat et Élie Semoun ont déjà participé à un film dans l'univers d'Astérix : respectivement, Goudurix dans Astérix et les Vikings, Mordicus dans Astérix aux Jeux olympiques, Jules César dans Astérix et Obélix : Mission Cléopâtre (dont il est également le réalisateur) et le juge Oméga dans Astérix aux Jeux olympiques. Il en va de même pour Bernard Alane, qui devient la voix de Panoramix après avoir été Assurancetourix dans Astérix et les Vikings.
C'est le dernier film sorti à titre posthume avec Artus de Penguern (qui interprète Petiminus), mort l'année précédente.

## Exploitation

### Promotion
Le 11 mai 2011, les premières images du film sont dévoilées.

### Sortie en salles
Les Éditions Albert René annoncent le 15 octobre 2010 que le film sortira en 2014. Cependant, Alexandre Astier révèle en février et en juillet 2013 que le film sortira au printemps 2015,. Finalement, le 15 octobre 2013, le film obtient une date de sortie pour le 26 novembre 2014.

### Produits dérivés
Un jeu vidéo basé sur le film, également intitulé Astérix : Le Domaine des dieux, édité par Bigben Interactive et développé par Neopica, est sorti le 28 novembre 2014 en France sur la console Nintendo 3DS.

## Accueil

### Accueil critique
En France, le film reçoit un accueil globalement favorable dans la presse et sur les sites Internet spécialisés. Le site Allociné confère au film une moyenne de 3,7 sur 5, sur la base de 27 critiques de presse. Parmi les critiques les mieux convaincus, Caroline Vié, dans 20 Minutes, évoque « un film d'animation beau, drôle et intelligent ». L'article de Direct Matin juge l'adaptation réussie : l'animation « [souligne] le design des décors et des personnages » tandis qu'Alexandre Astier « a conservé l'esprit original de la BD » tout en insérant quelques gags proches de sa série Kaamelott (notamment les problèmes de politesse entre le centurion romain et ses légionnaires). Dans Le Monde, Franck Nouchi trouve au film « toute la saveur de l’album, publié en 1971, agrémentée de trouvailles cinématographiques et scénaristiques réjouissantes », une réussite qu'il attribue à une coopération réussie entre Louis Clichy et Alexandre Astier. Sur le site Écran Large, Simon Riaux confère au film 4 étoiles sur 5 et estime que le film « s'impose assez facilement comme la meilleure adaptation des aventures de nos Gaulois préférés, toute époque et médias confondus ». Il attribue cette réussite à trois qualités du film : son scénario bien conçu formant « un récit à la fois limpide et complexe, dont chaque acte s'avère radicalement différent du précédent » ; des « dialogues ciselés » qui respectent l'esprit de la BD en le combinant avec les qualités de dialoguiste d'Astier ; et « une des plus malines et intéressantes réflexions qu'on ait vues sur la question du rapport des Gaulois à leur culture ».
Parmi les critiques en demi-teinte, Renaud Baronian, dans Le Parisien, estime que « les enfants adorent, les parents moins » et transcrit des avis de spectateurs divergents. Dans Ouest-France, Pierre Fornerod trouve que « le récit patine ici et là » mais apprécie la qualité des doublages. Dans Les Inrockuptibles, Théo Ribeton admet que « le contrat ciné-famille est rempli » mais regrette de ne pas retrouver dans Astérix : Le Domaine des dieux l'esprit mordant qu'Alexandre Astier avait déployé dans Kaamelott : le résultat lui paraît être « un film d'animation très sage ». Dans Libération, Guillaume Tion apprécie l'animation en images de synthèse soignée, mais estime que, pour ce qui est de l'histoire et de l'humour, « le film hésite, du superbement original au commun banal ». Selon Le Canard enchaîné, le film fait partie des films « qu'on peut voir à la rigueur » et est décrit comme « réjouissant mais un peu fade ».
La critique la plus mauvaise est celle de Bernard Génin dans Positif. Il juge que l'animation en images de synthèse est manquée, faute d'avoir su rendre la vivacité du trait d'Uderzo, et que les personnages semblent « en caoutchouc » dans les gros plans. Le scénario le convainc tout aussi peu : selon lui, « le rythme n'y est pas et les trouvailles sont rares ».
Les auteurs de la bande dessinée originale et leurs familles, de leur côté, sont convaincus par cette adaptation. Selon Anne Goscinny, « ce film inscrit Astérix au XXIe siècle, avec la 3D, cette animation incroyable ». Uderzo le considère comme la meilleure adaptation de tous les films Astérix.

### Box-office
Astérix : Le Domaine des dieux attire 186 046 personnes lors de sa première journée d'exploitation, il s'agit alors du deuxième meilleur démarrage de l'année pour un film d'animation, derrière Dragons 2 et ses 427 234 spectateurs,.
En fin d'exploitation, le film occupe la 13e place au box-office France 2014 avec 2 996 184 entrées.
Le film connaît une bonne carrière en salles hors de France : il figure parmi les dix films français ayant connu le plus de succès en salles à l'étranger en 2015.

### Distinctions
Sauf indication contraire, les informations mentionnées dans cette section peuvent être confirmées par la base de données cinématographiques IMDb,  présente dans la section « Liens externes ».
- Festival international du film de Chichester 2016 : sélection, en compétition pour le meilleur film d'animation
- Prix 2016 de l'International Film Music Critics Association : nomination pour l'IFMCA Award de la meilleure musique pour un film d'animation (pour Philippe Rombi)